# Desmarestiales
Ordre
Les Desmarestiales sont un ordre d’algues brunes de la classe des Phaeophyceae.

## Liste des familles
Selon AlgaeBase (18 août 2017), ITIS (18 août 2017), NCBI (18 août 2017) et World Register of Marine Species (18 août 2017) :
- famille des Arthrocladiaceae Chauvin, 1842
- famille des Desmarestiaceae (Thuret) Kjellman, 1880